# Mario Maurer
Mario Maurer (มาริโอ้ เมาเร่อ, māːrīʔôː māw.rɤ̂ː, ˈmaːʁio ˈmaʊ̯ʁɐ, all'anagrafe Nutthawuth Maurer) (Bangkok, 4 dicembre 1988) è un attore, modello e cantante thailandese di origini cinesi/tedesche.
Comincia la carriera da modello a 16 anni, mentre approda sul grande schermo nel 2007 con The Love of Siam. Tra gli altri film per cui è maggiormente ricordato vi sono A Little Thing Called Love e Pee Mak.

## Biografia

### Carriera d'attore
All'età di 16 anni fu notato a Siam Square e gli venne chiesto se volesse provare a diventare un modello; da quel momento ha cominciato ad apparire in servizi fotografici, pubblicità e video musicali. Nel 2007 ha esordito nel mondo del cinema come protagonista, partecipando al film The Love of Siam, scritto e diretto da Chukiat Sakweerakul: l'interpretazione del personaggio di Tong gli ha fatto ricevere diversi riconoscimenti e la fama immediata, non solo in Thailandia. In un'intervista ha dichiarato "Non volevo farlo, non avevo in programma di recitare"; ha infatti accettato per via della fiducia riposta nel regista e dell'apertura per nuove possibilità lavorative, che avessero potuto aiutarlo a sostenere economicamente la famiglia.
Nel 2008 è nel cast del film di Chatchai Naksuriya Friendship, ambientato nel 1983, dove recita al fianco di Apinya Sakuljaroensuk (Saiparn). Nello stesso appare nel segmento "Joob" del film 4 Romance, mentre nel 2009 è nel cast di Rahtree Reborn, al fianco di Chermarn Boonyasak.
Dopo svariate partecipazioni ad altri film, nel 2010 raggiunge ancora più fama recitando in A Little Thing Called Love, in coppia con Pimchanok Luevisadpaibul (Baifern).
Nel 2013 è nel cast del film filippino Suddenly It's Magic, in coppia con Erich Gonzales. Nello stesso anno è il protagonista di Pee Mak, attualmente il film con più incassi di sempre in Thailandia.

### Altri progetti

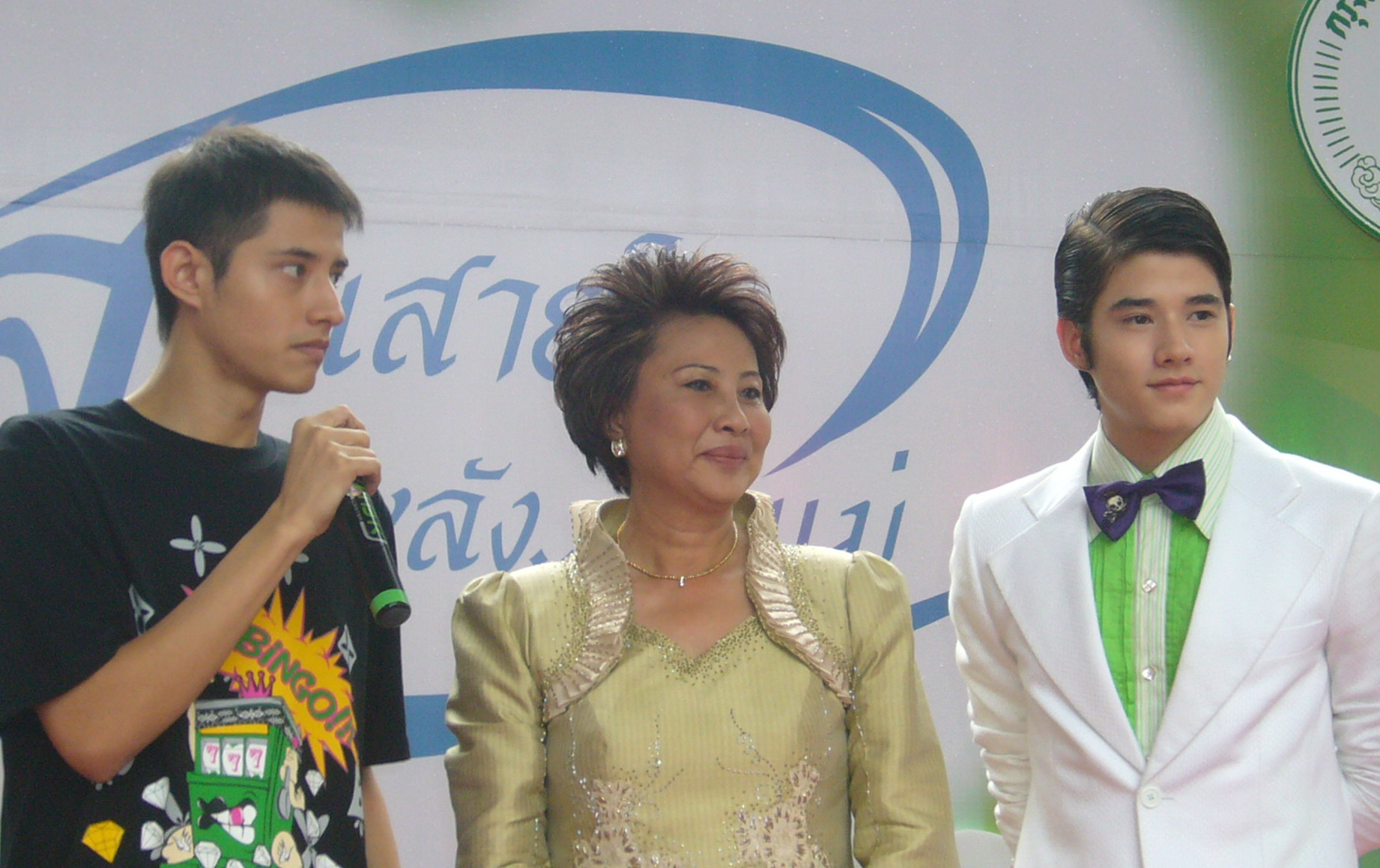
Maurer (a destra) con il fratello e la madre

### Vita privata

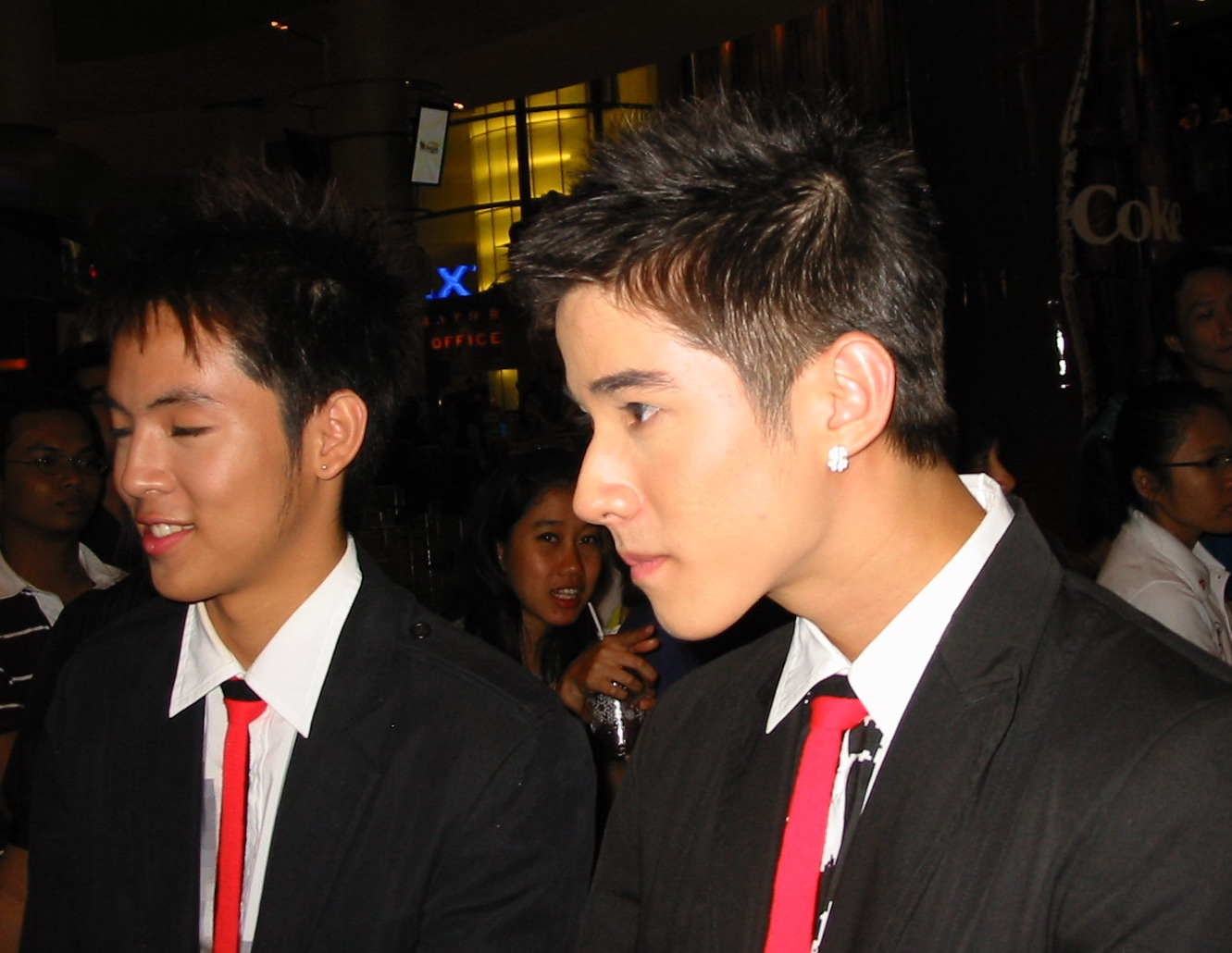
Mario Maurer e Witwisit Hiranyawongkul nel 2008